# Schloss Rechenberg
Das Schloss Rechenberg, ursprünglich als Burg Rechenberg bezeichnet, ist eine Stauferzeitliche Burganlage am Mühlweiher oberhalb der Rechenberger Rot auf einem Vorsprung bei Rechenberg, einem Ortsteil der Gemeinde Stimpfach im Landkreis Schwäbisch Hall in Baden-Württemberg.
Von 1953 bis Sommer 2018 wurde sie als Jugendherberge genutzt. Das Schloss wurde vom Jugendherbergswerk an eine Privatperson verkauft.
Die Burg wurde wahrscheinlich 1227 fertiggestellt. 1538 wurde sie durch Heinrich Steinhäuser baulich erweitert und ergänzt und nach dem Ausbau fortan als Schloss bezeichnet, wie es im 16. Jahrhundert häufig der Fall war.

## Beschreibung
Die Anlage besteht aus einem Palas, dem 1571 errichteten Südgebäude und der gut erhaltenen Ringmauer mit den Wehrtürmen. Der Gesamtzustand der Anlage ist gut erhalten. Der Grundriss entspricht dem einer Wasserburg. Sie ist von einem Halsgraben umgeben, der zum Ort hin noch heute sehr gut erhalten ist. Der Zugang zur Burg erfolgt heute über eine Steinbrücke. Es wird angenommen, dass der Zugang früher aus Holz und mit einer Zugbrücke versehen war. Die Burg ist von einer Ringmauer umgeben, an deren Südwestseite ein runder Wehrturm und an der Nordseite ein weiterer kleinerer steht. An den großen Wehrturm lehnt sich der Südbau an. Der Palas steht im Ostteil der Burg. Er bestand zunächst aus einem steinernen Erdgeschoss mit zwei Obergeschossen. Später wurde er durch ein Fachwerkgeschoss mit einem steilen Dach erweitert. In dem Dach haben drei weitere Geschosse Platz. Am Schloss ist das Allianzwappen von Heinrich Steinhäuser und Dorothea von Wollmershausen aus dem 16. Jahrhundert zu sehen, die in der Johanneskirche in Crailsheim beigesetzt sind. Ihr monumentales Epitaph ist im Chor der Kirche erhalten. Nach dem Aussterben der Steinhäuser gelangte Rechenberg in den Besitz der Familie „von Berlichingen“. Sie baute die Schlosskirche auch als ihre Grablege.

## Geschichte
Die wahrscheinlich schon früher gebaute Burg wird 1229 erstmals urkundlich erwähnt. In der Zeit von 1229 und 1405 sind die Ritter von Rechenberg nachgewiesen, die Truchsessen und Dienstmannen der Grafen von Oettingen waren. Die Rechenbergs besaßen als weitere Burgen die gleichnamige Burg Rechenberg im Ortsteil Ostheim der Gemeinde Westheim bei Hohentrüdingen in Mittelfranken, die Feste Limburg und die Burg Wilburg, beide in Wilburgstetten.
Nach einem Verkauf an die Burggrafen von Nürnberg gelangte Burg Rechenberg im Jahr 1409 nach mehreren Verkäufen an das Adelsgeschlecht Wollmershausen, das 1429 die Herrschaft Rechenberg von Ellwangen zum Lehen erhielt. Im 15. Jahrhundert war es im Besitz der Familie Adelmann und wurde 1526 von Ellwangen zurückgekauft. Ein Teil der Herrschaft wurde dann an die Steinhäuser von Neidenfels als Lehen übertragen.
Im Jahr 1538 verlieh der Kaiser das Privileg des Hochgerichts. In diesem Zusammenhang begann im selben Jahr Heinrich Steinhäuser von Neidenfels zu Rechenberg den Umbau der Burg zum Schloss. Im Jahr 1571 wurde der noch existierende Südbau errichtet. Nach dem Erlöschen der Linie der Steinhäuser im Jahr 1608 fielen die allodialen Teile an die Erben den Berlichingen zu Neunstetten, das Lehen fiel an Ellwangen zurück.
Nach der ursprünglich ellwangischen Herrschaft ging es später in ansbachische Herrschaft über. 1796 kam sie unter preußische Herrschaft, die 1806 an Bayern und 1810 an Württemberg überging.
1953 eröffnete eine Jugendherberge auf der Schloss genannten Burg. Die Anlage wurde anschließend, im Jahr 1966, vom Jugendherbergswerk gekauft.

## Schlosskirche
Wenige Meter vom Schloss entfernt, steht die „Schlosskirche“. In ihr finden sich zahlreiche Grabplatten der Familie „von Berlichingen“, die heute ähnlich wie Epitaphien in die Wand eingelassen sind. Auch über dem Altar, über dem die Kanzel steht, ist das Wappen von Berlichingen zu sehen. Diese Spuren in der Schlosskirche stammen aus der Zeit, in der die Linie  „Berlichingen zu Neunstetten“ Rechenberg besaß. Die Schlosskirche ist heute die evangelische Dorfkirche von Rechenberg.